# حمرة
الحُمْرَة مرض جلدي حاد بسبب عدوى على مستوى الجلد والانسجة تحت-الجلدية. تحدث بعد مرض جلدي غير معالج (جرح، حصف، عدوى فطرية في طيات الجسم). وينتشر بشكل خاص لدى الأشخاص الذين تخطوا سن ال60.

## روابط خارجية
- Erysipelas Overview Health in Plain English – with pictures
- Cellulitis Treatment for Skin Infection  – Without Pictures